# Els Camps Magres

Els Camps Magres, respecte del terme de l'Estany

Els Camps Magres és un paratge de camps de conreu a cavall dels termes municipals de l'Estany i de Santa Maria d'Oló, en el territori del poble rural de Sant Feliuet de Terrassola, a la comarca del Moianès.
Estan situats a l'extrem nord del terme de l'Estany i a l'extrem sud del territori de Sant Feliuet de Terrassola, a llevant del terme olonenc. Són a l'esquerra de la Riera de l'Estany, al nord i a l'oest de la carretera C-59. També queden al nord-oest del Pont del Molí, de la Font del Molí i del paratge de les Fonts.